# Nico Casal
Nicolás «Nico» Casal (Santiago de Compostel·la, 1985) és un compositor i pianista espanyol. És conegut per haver compost la banda sonora del curtmetratge Stutterer, guanyador de l'Oscar al millor curtmetratge en 2016. També ha dut a terme la música per a llargmetratges com ara Te estoy amando locamente i La enfermedad del domingo. Així mateix ha col·laborat amb artistes com Katy Perry i Eva Llorach.

## Biografia
Nico Casal va néixer a Santiago de Compostel·la en 1985. Va començar a estudiar piano a l'edat de vuit anys en el Conservatori professional de música de Santiago. Durant la seva adolescència, es va plantejar la idea d'estudiar Arquitectura, però va acabar decantant-se per la música i realitzar el Grau Superior, que va dur a terme en Vigo. L'any 2011, a l'edat de 26 anys, es va mudar a Londres, on va realitzar un màster de composició a la Universitat de la City.

## Carrera
L'any 2013 realitzaria la seva primera composició per a una pel·lícula, en elaborar la banda sonora d'El árbol magnético d’Isabel Ayguavives.
L'any 2015 va ser finalista en els Music and Sound Awards UK 2015 per la seva partitura per a la campanya del banc HSBC anomenada Pink Ladies.
En 2016 va ser triat per a compondre la banda sonora oficial del curtmetratge Stutterer, que guanyaria el premi Oscar al millor curtmetratge d'aquest mateix any. Posteriorment, Universal Music ho va contractar per a interpretar cançons de Katy Perry a piano per a la campanya Witness World Wide. Aquest mateix any va compondre la banda sonora de María (y los demás), de Nely Reguera.
Més tard treballaria en el llargmetratge de 2017 Wave, també de Benjamin Cleary.
L'any 2018 va realitzar la música per a la banda sonora de La enfermedad del domingo, de Ramón Salazar. Després va formar part del cartell del festival BIME, a Barakaldo.
L'any 2019 va col·laborar amb l'actriu Eva Llorach en la gala de clausura del Festival de Màlaga d'aquest any. També va llançar el seu primer disc, Alone, sota el segell PIAS Recordings, Aquest inclou peces com «Ready to talk», que seria versionada en la banda sonora de la sèrie Stranger Things. Durant una gira internacional per a la presentació del disc es va lesionar el dit cor, la qual cosa el va obligar a interrompre-la.
El seu primer EP va arribar l'any 2020, titulat Stories.
L'any 2021, va compondre la música per a la banda sonora del film Maricón perdido, de Bob Pop.
El 2022 va realitzar la BSO del documental Pacto de silencio de RTVE, així com per la pel·lícula de temàtica LGBT Te estoy amando locamente.

## Discografia i filmografia

### Àlbums
- 2019: Alone[9]

### EPs
- 2020: Stories[13]

### Filmografia com acompositor
| Títol                     | Any  | Ref.   |
| ------------------------- | ---- | ------ |
| El árbol magnético        | 2013 | [ 4 ]  |
| María (y los demás)       | 2016 | [ 15 ] |
| Stutterer                 | 2016 | [ 4 ]  |
| Wave                      | 2017 | [ 6 ]  |
| La enfermedad del domingo | 2018 | [ 7 ]  |
| Maricón perdido           | 2021 | [ 11 ] |
| Te estoy amando locamente | 2022 | [ 14 ] |